# La verità secondo Satana
La verità secondo Satana è un film del 1972, diretto da Renato Polselli.
A proposito di questo film, il regista ha dichiarato di considerarlo il primo film pornografico della storia del cinema italiano.